# 협성건설
협성건설은 부산광역시 부산진구에 위치한 대한민국의 건설 기업이다. 국토교통부가 발표한 2019년 시공능력평가에서 토목건축공사업 시공능력평가액 1조 103억 원으로 41위를 기록했다.

## 역사
- 1989년 협성건설 설립
- 2003년 5월 1일 협성주택 설립
- 2012년 2월 11일 건설업등록증 취득
- 2013년 10월 17일 협성휴포레 BI 런칭

## 조직
- 회장
- 대표이사
  - 개발사업부
  - 기술부
  - 분양/마케팅팀
  - 설계부
  - 공모부
- 재무/회계팀
- 인사/총무팀

## 같이 보기
- 대한건설협회
- 건설워커